# كيتشي هاسيغاوا
كيتشي هاسيغاوا (باليابانية: 長谷川圭一؛ بالكانا: はせがわ けいいち) هو كاتب سيناريو ياباني، ولد في 1 فبراير 1962 في أتامي في اليابان.

## وصلات خارجية
- كيتشي هاسيغاوا على موقع IMDb (الإنجليزية)
- كيتشي هاسيغاوا على موقع IMDb (الإنجليزية)
- كيتشي هاسيغاوا على موقع ميوزك برينز (الإنجليزية)
- كيتشي هاسيغاوا على موقع قاعدة بيانات الفيلم (الإنجليزية)